# Groß Boden
Groß Boden település Németországban, Schleswig-Holstein tartományban. Lakosainak száma 213 fő (2023. december 31.).

## Népesség
A település népességének változása:
| Lakosok száma | 127  | 202  | 204  | 202  | 213  | 213  |
|               | 1975 | 2017 | 2019 | 2021 | 2022 | 2023 |